# Back 4 Blood
Back 4 Blood ist ein Mehrspieler-Survival-Horror-Spiel, das von Turtle Rock Studios entwickelt und von Warner Bros. Interactive Entertainment am 12. Oktober 2021 veröffentlicht wurde. Das Spiel erschien für Microsoft Windows, PlayStation 4, PlayStation 5, Xbox One und Xbox Series.
Back 4 Blood gilt als der geistige Nachfolger von Left 4 Dead, da teilweise dieselben Entwickler beteiligt waren und ein nahezu identisches Gameplay geboten wird. Das Spiel wurde bei den The Game Awards 2020 angekündigt und erschien fast ein Jahrzehnt nach der Abspaltung der Turtle Rock Studios von Valve (die beide Left-4-Dead-Titel veröffentlichten und immer noch die Rechte an dem Franchise besitzen) und der Neugründung als unabhängiges Studio.

## Gameplay
Das Gameplay von Back 4 Blood ähnelt weitgehend dem von Left 4 Dead. Beide sind kooperative Spiele für vier Spieler im kooperativen und acht Spieler im PvP-Modus mit einem Fokus auf den Mehrspielermodi und Wiederspielbarkeit. Eine neue Funktion von Back 4 Blood sind Spielkarten. Zu Beginn eines jeden Levels müssen die Spieler ihr Deck mit Karten zusammenstellen, die verschiedene Elemente des Gameplays anpassen, wie z. B. die Veränderung der Gesundheit, des Schadens und der Ausdauer des Spielers. Neben den Spielerkarten wird der KI-Direktor auch Korruptionskarten gegen den Spieler einsetzen, um dessen Fortschritt zu behindern. Die KI kann zusätzliche Gegner spawnen, einen Nebeleffekt aktivieren und die Größe der Horde erhöhen.

## Handlung
Das Spiel findet nach einem Ausbruch statt, bei dem der Großteil der Menschheit erkrankt oder infiziert ist und sich in die „Ridden“ verwandelt. Der Spieler findet sich in einer postapokalyptischen Welt wieder, in der sich eine Gruppe von Veteranen, die „Cleaners“, zusammenfinden, um die Zombies zu bekämpfen.

## Entwicklung
Das Spiel wurde im März 2019 von Turtle Rock Studios, den Machern des ersten Left-4-Dead-Spiels, offiziell angekündigt. Das Spiel wurde offiziell während der The Game Awards 2020 enthüllt, die geschlossene Alpha wurde am 17. Dezember 2020 veröffentlicht. Laut dem Entwicklerteam bietet das Spiel eine umfangreichere Geschichte als die Left-4-Dead-Spiele und hat einen erhebenderen Ton als andere Zombie-Spiele auf dem Markt. Phil Robb, der Creative Director des Spiels, fügte hinzu, dass die Cleaners selbstbewusster und fähiger sind, im Gegensatz zu den Everymens aus Left 4 Dead. Er fügte hinzu, dass die Spieler nicht nur überleben und sichere Orte finden. Man kämpft gegen Zombies, um sichere Räume zu schaffen. Dies spiegelt sich in den Dialogen der Cleaner wider, die nicht mehr so klingen, als hätten sie Angst vor ihren Feinden. Das Team hat das Kartensystem in das Spiel integriert, weil sie der Meinung waren, dass es das Spiel dynamisch und herausfordernd für erfahrene Spieler halten kann. Allerdings hat Turtle Rock auch einen Classic-Modus hinzugefügt, eine zugänglichere Erfahrung, bei der alle Karten entfernt werden, für neue Spieler. Während zuerst eine Veröffentlichung am 22. Juni 2021 angekündigt wurde, verschob man den Releasetermin später auf den 12. Oktober 2021. 2023 Teilte das Studio mit, das es keine weiteren Inhalte für dieses Spiel mehr entwickeln wird.

## Rezeption
Wertungsaggregator OpenCritic fasste über 130 Rezensionen der Computerspielpresse zu einer plattformübergreifenden Gesamtwertung von 76 aus 100 Punkten zusammen und vergab das Label „Stark“. 72 Prozent der Kritiker würden das Spiel empfehlen.
God is a Geek stellte vor allem die gute KI der Gegner als gut hervor GameStar fand es Schwächer als den geistigen Vorgänger Left 4 Dead 2.
Bei Steam kommt das Spiel auf 1,4 Mio. verkaufte Einheiten.